# Стшельце-Малі (Малопольське воєводство)
Стшельце-Малі (пол. Strzelce Małe) — село в Польщі, у гміні Щурова Бжеського повіту Малопольського воєводства.
Населення — 520 осіб (2011).
У 1975-1998 роках село належало до Тарновського воєводства.

## Демографія
Демографічна структура станом на 31 березня 2011 року:
|          | Загалом | Допрацездатний вік | Працездатний вік | Постпрацездатний вік |
| -------- | ------- | ------------------ | ---------------- | -------------------- |
| Чоловіки | 269     | 54                 | 181              | 34                   |
| Жінки    | 251     | 41                 | 147              | 63                   |
| Разом    | 520     | 95                 | 328              | 97                   |